# リーベラ
リーベラ（Libera）は、ローマ神話における生産と豊穣の女神。長母音を省略してリベラとも表記される。
生産と豊穣の男性神であるリーベルの女性形で、ケレース、リーベルとともに崇拝された。また、プロセルピナやペルセポネーと同一視された。